# Senny Schonewille
Senny Schonewille (ur. 1972) – holenderski strongman.
Mieszka w miejscowości Hollandscheveld (prowincja Drenthe).
Wymiary:
- wzrost 188 cm
- waga 135 kg
- biceps ? cm
- udo ? cm
- klatka piersiowa ? cm.

Rekordy życiowe:
- przysiad ? kg
- wyciskanie ? kg
- martwy ciąg ? kg.

## Osiągnięcia strongman
- 2005
  - 8. miejsce – Drużynowe Mistrzostwa Świata Par Strongman 2005
- 2006
  - 9. miejsce – Puchar Świata Siłaczy 2006: Moskwa